# (1384) Kniertje
(1384) Kniertje es el asteroide número 1384 situado en el cinturón principal. Fue descubierto por el astrónomo Hendrik van Gent desde la estación meridional de Leiden en Johannesburgo, República Sudaficana, el 9 de septiembre de 1934. Su designación alternativa es 1934 RX. Está nombrado por Kniertje, un personaje de la obra Op hoop van zegen del escritor neerlandés Herman Heijermans (1864-1924).